# Tamkanin
Tamkaninen (Oryctolagus cuniculus) er det tredjemest populære kæledyr i Danmark. Den er let at renlighedstræne, så den kan gå frit indendørs, og den er et kælent og tillidsfuldt dyr, der dog ikke egner sig til små børn.
Tamkaninen stammer fra den europæiske vildkanin (Oryctolagus cuniculus), som er et meget socialt dyr. Kaninen er et kolonidyr, hvor hver kanin dog har sit eget territorium i form af en hule. Det er dog kun i parringssæsonen, at kaninerne vogter over eget territorium. I perioden udenfor parringssæsonen (juni til januar afhængig af klima) lever kaninerne tæt sammen og sover i en stor fælles hule i kolonien. Kaniner, der bliver neutraliseret, er ikke territoriale i samme grad som intakte kaniner, hvilket kan gøre dem mere kælne: Der kan dog også følge problemer med ved neutralisering, herunder at kaninen dør under narkose.
Kaniner er altså både sociale og private dyr, hvilket komplicerer tingene når man vil genskabe det gode kaninliv i fangenskab. I hvert fald, hvis kaninerne holdes i små bure. Mange fraråder helt at have flere kaniner i samme indhegning, da flere kaniner sammen ofte resulterer i stressede kaniner, som forsager skader på hinanden. Hvis man neutralisere begge kaniner, kan denne risiko mindskes, men det er stadig ikke sikkert, da kaniner har hver deres personlighed og burde ikke presses til at være "venner".
Kaniner kræver meget opmærksomhed og kan blive lige så kælne som alle andre kæledyr, hvorfor der bør bruges meget tid med kaninen, ikke mindst hvis den er alene.
Kaniner er lette at gøre tamme, men det er vigtigt, at du giver kaninen plads de første par dage, hvis du har adopteret din kanin fra en avler eller et internat. Kaninen skal vænne sig til de nye omgivelser, og have fred. Det vil også sige, at du ikke løfter for meget på din kanin. Medmindre den er vant til at blive løftet på, hvilket er smart at lære kaninen fra den er en unge. Hvis man løfter for meget på kaninen, kan den blive sky eller i værste fald aggressiv. Det er dog også afgørende om du lære din kanin at det at blive løftet på er sikkert og trygt, og i nogle tilfælde er det nødvendigt at du løfter din kanin (f.eks hvis kaninen skal til dyrlæge, sættes i løbegård mm.). Kaniner må ikke løftes i nakkeskindet eller i ørene, men skal have støtte under bagenden, da den ellers kan føle sig utryg og vil sprælle. Hold derfor kaninen tæt ind til kroppen, og hold den fast så den ved du ikke taber den.
Burkaniner der ikke kommer i løbegård, kan også være aggressive, fordi de bliver stressede af at blive holdt på for lidt plads. Det kan i nogle tilfælde hjælpe, at du neutraliserer din kanin, da der kan være en risiko for adfærdsproblemer, i form af gnaveri, strinten, parringsadfærd og aggression. Alt dette vil dog i de fleste tilfælde også kunne løses ved at kaninen har meget plads, så behøver den nødvendigvis ikke at blive neutraliseret. Næsten alle kaniner uanset baggrund kan nemlig blive kælne og tamme, men det kræver, at du sætter tid af til den og respekterer, at kaniner skal have plads.

## Størrelse på kaninbur
I naturen bevæger en kanin sig dagligt på et areal på 2 tennisbaner. Kaniner er skabt til at være i bevægelse hele tiden. Undersøgelser har vist, at kaniner udvikler knogleskørhed i løbet af kun 6 måneder ved at sidde i et bur. Det er derfor meget vigtigt, at din kanin har rigeligt med plads at løbe på. Udover knogleskørhed kan kaniner også udvikle smertefulde knoglelidelser af at sidde for meget stille.
Dyreforsøg har også vist, at kaniner udvikler mentale forstyrrelser af at blive holdt i små bure. Nogle kaniner udviser stereotyp adfærd (bider i tremmer, bider i deres poter, slikker pelsen af sig osv) ved at blive lukket i bur.
De fleste bure, der købes hos dyrehandlere, er for små. Dyrenes Beskyttelse anbefaler min. 9 m2 indhegning til udekaniner, mens Kaninhåndbogen anbefaler, at indekaniner bliver fritgående og altså ikke holdes i bur. Det er let at gøre en kanin fritgående, da de er meget renlige. Kaniner kan lære at bruge en kattebakke i løbet af 2 dage. De vil ikke gnave unødigt i møbler og ledninger, hvis blot de har andre ting at gnave i. Da kaniner er meget sociale, keder de sig let, hvis de ikke har selskab. Dette kan være form af en anden kanin, men det kan også være i form af et menneske. Hvis du snakker dagligt med din kanin, har kaninen ikke brug for en artsfælle. To kaniner kan være langt mindre destruktive end én kanin, der keder sig og savner selskab, men det kræver tålmodighed at bonde to kaniner, og det er ikke altid at det lykkes. Man skal derfor huske ikke at tvinge sin kanin til at have en ven, da kaniner ikke har venner på samme måde som mennesker. De kan have et fint, sundt og godt liv uden en artsfælle.

## Tamkaninens historie
Man mener, at kaniner blev bragt til Danmark af katolske munke i den tidlige middelalder, da klostrene begyndte at skyde op rundt om i Danmark. De ældste spor af kaniner her i Danmark er nogle små knogler fundet på vikingeborgen Trelleborg. Man mener, at de er bragt hertil fra Frankrig som proviant af vikingerne.
Ca. 230 år senere ved man, at der levede kaniner på Orø, Sprogø og Amrum. Disse kaniner formodes at være opdrættet af mennesker og derefter sat ud i naturen i forbindelse med jagt. Med reformationen forsvandt munkene, men kaninerne blev. Det var mest de rige, der fik glæde af kaninerne, som primært blev brugt til jagt. Først i 1875 blev avlen mere målrettet. I 1895 blev Foreningen til Kaninavlernes Fremme (i dag Danmarks Kaninavlerforening) oprettet. Formålet med myndighedernes interesse for kaninavl var at få husmænd, småbrugere og jordløse landarbejdere til at holde kaniner – med selvforsyning af pels og slagtekød for øje.
Allerede i begyndelsen af 1900-tallet var det normalt at holde kaniner for kødets og pelsens skyld. Det var ikke kun ude på landet, men også i villahaver, at det blev almindeligt at se kaniner. I takt med supermarkedernes fremkost blev det dog unødvendigt at holde kaniner. Men i takt med de store kaniners forsvinden vandt de små kaniner indpas som kæledyr. Kaninen er i dag det 3. mest populære kæledyr.

## Fodring af tamkanin
Ca. 80 procent af alle sygdomme, der rammer kaniner skyldes fejlfodring og problemer med maven og tarmsystemet. Foder kan deles op i to forskellige grupper: kraftfoder og grovfoder. kaninens kost skal bestå 80 % af hø og sjovt nok har kaniner IKKE godt af gulerødder.

### Kraftfoder
Kraftfoder er foderpiller, som indeholder stort set alt, en kanin behøver. Hvis man køber foderet i dyrehandlen, kan der være iblandet en masse usunde godbidder. Det er både usundt og unødvendigt. Det er tit muligt at købe foderpiller hos en kaninavler, som er sunde og gode for kaninen. Bemærk at foderpillerne skal gives i korrekt dosering. Kraftfoder er oprindeligt produceret udelukkende til opfedning af kødkaniner. Kødkaniner skal vokse hurtigt og tage hurtigt på i vægt, og derfor er kraftfoder ikke godt til kælekaniner, der hurtigt kan blive tykke af det. Desuden kan mange kaniner ikke tåle foderet og får løs mave af det.
Müsliblandinger, som kan købes i dyrehandlere skal anses som slik, og ikke være den primære fødekilde. Foderpiller bør anses som værende supplement til grovfoder.

### Grovfoder
Grovfoder er hø, grønt, græs og grene. Kaninen bør få græs og grønt hver dag, når årstiden er til det, samt frugt grene til at slibe tænderne. Der skal altid være adgang til hø, som bør være den primære foderkilde.
I modsætning til den gængse opfattelse bør kaniner ikke få mange gulerødder. Gulerødder indeholder et stort antal kalorier og bør derfor kun gives i små mængder, som en godbid.
Kål, selleri og broccoli bør gives hver dag, da de bidrager til at slibe tænderne.
Frugt er stærkt fedende for kaniner, og man bør derfor tænke sig om, når man giver kaninen frugt. 

## Kaninracer
Der er i dag seks forskellige størrelser. Kæmperacer, store racer, mellemracer, små racer, dværgracer og racer med afvigende hårstruktur.

### Kæmperace
Belgisk kæmpe

Mindste vægt: 7 kg.

Belgisk kæmpe er den største af alle kaninracer og er en meget populær race. Belgisk kæmpe findes i alle ”kaninfarver”. Mange tror, at belgisk kæmpe er en fantastisk slagtekanin, men det er den ikke grundet dens kraftige knogler og en meget aflang krop.
Tysk kæmpescheke

Mindste vægt: 6 kg.

Tysk kæmpescheke (også kendt under navnet Stor Papillon) er nok skabt på grundlag af den tyske landkanin og belgisk kæmpe. Grundfarven er altid hvid, men tegningen findes i mange farver.

### Store racer
Fransk vædder

Mindste vægt: 5,5 kg

Fransk vædder er det næstbedste slagtedyr i kaninverdenen (hvid land er det bedste og ligger på en førsteplads). Man mener, at fransk vædder opstod i Frankrig som følge af mutation (ændring i genetisk arvemateriale) i slutningen af 1700-tallet.
Stor chinchilla

Mindste vægt: 4,6 kg.

Stor chinchilla findes også i lille race, som sjovt nok hedder lille chinchilla. Den store chinchillas farve er blevet til pga. mutation (ændring i genetisk arvemateriale) i et farvegen på en vildtfarvet belgisk kæmpe. Altså var de brune farvegener muteret til hvide farvegener.

### Mellemracer
Rex

Mindste vægt: 2,5 kg.

Rex er en helt enestående race, da pelsen er helt plysblød pga. de manglende dækhår. Rex har været blandt verdens mest populære kaniner, og avlsdyrene har været helt oppe i 1000 kr.
Angora

Mindste vægt: 3,5 kg.

Angora er ikke kun et racenavn, men det er også et begreb, fordi navnet er knyttet til en række arter med lang pels. Angorakaninen holdes for det meste pga. dens meget fine pels.
Hvid dansk landkanin

Mindste vægt: 3,8 kg. 

Hvid dansk landkanin er en krydsning mellem den vildtlevende Danske kanin, og den Hvid Belgisk kanin, samt Danmarks National kanin, den har gennem årene haft en helt utrolig betydning for produktionen af slagtekaniner i Danmark. Den hvide danske landkanin er albino. Det betyder, at den er helt hvid med røde øjne. Racen er frugtbar, og den vokser forholdsvis hurtigt. Hvid Dansk Land er i skrivende stund (2012) sjælden.

### Små racer
Lille sølv

Ideal vægt: 2,5 kg-3,2 kg

Lille sølv er en af verdens ældste racer og siges at være kendt fra før Kristi fødsel. Det helt unikke sølvskær er racens kendetegn. Man ved ikke, hvordan racen er kommet til Danmark, men det mest sandsynlige er, at vi har fået den fra Tyskland.
Hollænder

Ideal vægt: 2,5-3,2 kg.

Hollænder kom til Danmark i 1900. Den er hvid med markante farvede aftegninger. Det er en populær kælekanin, da den er venlig, rolig og kælen. Den er velegnet til kaninhop.
Russer

Ideal vægt: 2,2-2,6 kg.

Russeren er en meget lille og meget gammel race. Russeren har MANGE navne blandt andet kinesisk- sibirisk- og afrikansk kanin. Navnet windsorkanin ses også engang imellem. Englænderne kalder racen for himalayan. Grundfarven er altid hvid, men tegningerne er godkendt i flere farver

### Dværgracer
Dværgvædder

Idealvægt: 1,9 kg – og lavere. 

Dværgvædderen er den næstmindste af alle kaninracer. Dværgvædderen blev skabt af Adrian de Cock, som i 1950 ønskede at skabe en dværgrace ud af den største kaninrace i verden, Belgisk kæmpe. Det lykkedes i 1964. En populær race blandt børnefamilier og er den race som egner sig bedst til kaninhop.
Hermelinkanin

Idealvægt: 1,3 kg og lavere

Hermelinkanin er verdens mindste kaninrace. Den mindste hermelin, der er registreret, vejede under 300 gram.